# Agriotes izmirensis
Agriotes izmirensis là một loài bọ cánh cứng trong họ Elateridae. Loài này được Cate & Platia miêu tả khoa học năm 1997.